# Aileen de Graaf
Aileen de Graaf (Bunschoten-Spakenburg, 25 april 1990) is een Nederlandse dartster die actief is sinds november 2007 en uitkomt voor de WDF.
In 2010 begon De Graaf met het spelen van NDB-rankings en vanaf 2011 begon zij ook internationaal met het gooien van toernooien. Haar eerste NDB-overwinning was in Nijkerk. Hierbij stond zij voor het eerst in de halve finale tegen Francis Hoenselaar. De Graaf won deze wedstrijd met 3–2.
In november 2012 behaalde De Graaf haar eerste internationale overwinning: ze won de Sunparks Masters. Na tweemaal verliezend finalist te zijn op de Zuiderduin Masters, won zij het toernooi in 2013 wel. In 2014 maakte zij haar debuut op het BDO World Darts Championship (bekend als Lakeside), waar zij met 2–1 ten onder ging tegen de latere winnares Lisa Ashton. In 2014 en 2015 wist De Graaf het grootste Nederlandse dartstoernooi te winnen, de Dutch Open. In 2015 speelde zij opnieuw op Lakeside. In de eerste ronde won zij van Paula Jacklin, maar in de tweede ronde bleek Fallon Sherrock te sterk. In oktober wist De Graaf de Winmau World Masters te winnen. In de finale werd Lisa Ashton met 5–4 verslagen.

## Competitie
In het seizoen 2008/09 begon De Graaf met competitiedarts, waarbij ze in de vijfde divisie uitkwam van de DBMN (Darts Bond Midden Nederland). Het team waarin De Graaf destijds speelde was DV Double Bull 5. Een seizoen later begon zij in de eerste divisie van de DBMN, waarin De Graaf uitkwam voor het team DV Double Bull 1. Van 2010 tot 2012 speelde zij voor het team DVDB Spakenburg 1 in de eredivisie van de DBMN. In 2013 vertrok zij naar het team IJsselmeervogels 1 in de tweede divisie van de DBMN. In 2016 speelde zij voor het team D.C. IJsselmeervogels 1, uitkomend in de derde divisie van de DBMN. Anno 2023 speelt zij voor het team The Dart Squad, uitkomend in de eerste divisie van de DBMN.

## Laco-team
Sinds het seizoen 2009/10 was De Graaf ook lid van het LaCo-team van de DBMN. Samen met Saskia van Zoeren, Kitty van de Vliet, Petra Marcus, Jacolien Ponsen, Chantal van Veenschoten, Luce Petersen en Wendy Nieuwenhuyze, speelde De Graaf tegen teams van andere dartsbonden in Nederland. In 2010, 2011, 2013 en 2014 werd het LaCo-team Nederlands kampioen.

## Nederlands team
In de zomer van 2010 werd De Graaf geselecteerd voor de Nederlandse selectie. Samen met Karin Krappen, Tamara Schuur, Sharon Prins, Floor van Zanten en Petra Marcus, vertegenwoordigde zij Nederland tijdens diverse internationale toernooien. In 2011 en 2012 won het team de EDC Spring Cup.

## Prestaties

### 2017
- 1e plaats BDO World Trophy
- 1e plaats Finder Darts Masters

### 2016
- 1e plaats Gesloten Midden-Nederland
- 3e plaats Lakeside World Championships

### 2015
- Nederlands kampioen Singles
- Nederlands kampioen Koppels met Sharon Prins
- 1e plaats Winmau World Masters
- 1e plaats Gesloten Midden-Nederland
- 1e plaats Dutch Open

### 2014
- 1e plaats Gesloten Midden-Nederland
- 1e plaats Bousema Open
- 1e plaats German GoldCup
- 1e plaats Dutch Open
- Nederlands kampioen Laco-dames (team DBMN 2e jaar op rij)
- 1e plaats Polish Masters
- 1e plaats Open Polen
- 1e plaats Open Zwitserland
- 1e plaats Ladies Festival of Darts
- 2e plaats Open England
- 2e plaats Open België
- 1e plaats Open Zeeland
- 1e plaats NDB-ranking Leeuwarden
- 2e plaats Europa Cup met Nederlands Team
- 1e plaats Open Luxemburg
- 3e plaats Winmau World Masters
- 1e plaats International Belgium Darts tour
- 2e plaats Top of Ghent
- 1e plaats NDB-ranking Delft
- 2e plaats Zuiderduin Masters

### 2013
- 1e plaats Zuiderduin Masters
- 2e plaats Sunparks Masters
- 2e plaats Open Tsjechië
- 3e plaats Open Noord-Ierland
- 1e plaats NDB-ranking Vlaardingen
- 2e plaats Top of Ghent
- 3e plaats Winmau World Masters
- 3e plaats Open Luxemburg
- 1e plaats NDB-ranking Midden-Nederland
- Nederlands kampioen Laco-dames (team DBMN)
- 1e plaats Open Wales
- 1e plaats NDB-ranking Almere
- 1e plaats Open Denemarken
- 1e plaats NDB-ranking Lent
- 5e plaats Open Mariflex
- 5e plaats Isle of Man Open
- 2e plaats SixNationsCup (Nederlands team)
- 3e plaats Dutch Open
- 1e plaats German Gold Cup
- 1e plaats NDB-ranking Den Haag
- 1e plaats Texel Darts Trophy
- 1e plaats Gesloten Midden-Nederland

### 2012
- 1e plaats NDB-ranking 2012
- 1e plaats Gesloten Nederland
- 2e plaats Zuiderduin Masters
- 1e plaats Lorna Croft Friendship Cup singles
- 1e plaats Koppels Open Tsjechië (met Irina Armstrong)
- 3e plaats Open Tsjechië
- 1e plaats Sunparcs Masters
- 1e plaats Koppels Open Frankrijk (met Rachna David)
- 1e plaats NDB Leeuwarden
- 1e plaats Pirates Jagermeister Open - Harmelen
- 1e plaats SEN Open Nijverdaal
- 1e plaats Champions Leage of Darts
- 1e plaats Open Zeeland
- 1e plaats Open Mariahout
- 3e plaats German Open
- 2e plaats NDB-ranking Nijkerk
- 3e plaats NDB-ranking Den Bosch
- 1e plaats Spring Cup Singels
- 1e plaats Teamtoernooi Spring Cup (Nederlandse selectie)
- 1e plaats NDB-ranking Lent
- 3e plaats Dutch Open
- 1e plaats German Gold Cup (2e jaar op rij)
- 1e plaats Texel Darts Trophy
- 1e plaats Gesloten Midden Nederland

### 2011
- 1e plaats Open Den Ham
- 2e plaats NDB-ranking seizoen 2011
- 2e plaats Zuiderduin Masters
- 2e plaats Lorna Croft Cup
- 1e plaats NDB-ranking Leeuwarden
- 1e plaats Open Dieren
- 1e plaats Open Luxemburg Single
- 1e plaats Open Luxemburg Mixed koppel (met Ron Meulenkamp)
- 3e plaats Open Luxemburg koppel dames (met Petra Marcus)
- 3e plaats NDB-ranking Driebergen
- 1e plaats Jagermeister Open - Harmelen
- 3e plaats Open België
- Nederlands kampioen Laco-dames (team DBMN 2e jaar op rij)
- 1e plaats NDB-ranking Leek
- 1e plaats Mariahout Open
- 3e plaats Dortmund Open
- 2e plaats NDB-ranking Rotterdam
- 1e plaats German Gold Cup
- 1e plaats NDB-ranking Nijkerk
- 3e plaats German Open
- 3e plaats Dutch Open dameskoppels (met Saskia van Zoeren)
- 1e plaats teamtoernooi Spring Cup (Nederlandse selectie)

### 2010
- 1e plaats NDB-ranking Nijkerk
- 3e plaats Champions Leaque of Darts
- 2e plaats Lorna Croft Cup
- 2e plaats NDB-ranking seizoen 2010
- 1e plaats Pirates-Jagermeister Open
- 1e plaats Open Achthuizen
- 1e plaats Open Harmelen
- Nederlands kampioen Laco-dames (team DBMN)
- Laatste 32 Winmau World Masters

### 2009
- 1e plaats Gesloten Midden-Nederland

### 2008
- 3e plaats Dutch Open jeugd (1ste darttoernooi)
- 2e plaats Open Antwerpen jeugd
- 1e plaats Gesloten Midden-Nederland

## Resultaten op wereldkampioenschappen

### BDO
- 2014: Laatste 16 (verloren van Lisa Ashton met 1–2)
- 2015: Kwartfinale (verloren van Fallon Sherrock met 1–2)
- 2016: Halve finale (verloren van Trina Gulliver met 1–2)
- 2017: Halve finale (verloren van Lisa Ashton met 0–2)
- 2018: Kwartfinale (verloren van Trina Gulliver met 0–2)
- 2019: Kwartfinale (verloren van Anastasia Dobromyslova met 0–2)
- 2020: Kwartfinale (verloren van Beau Greaves met 1–2)

### WDF

#### World Championship
- 2022: Kwartfinale (verloren van Beau Greaves met 0–2)
- 2023: Runner-up (verloren van Beau Greaves met 1–4)
- 2024: Kwartfinale (verloren van Sophie McKinlay met 0–2)

#### World Cup
- 2017: Halve finale (verloren van Sharon Prins met 1–6)
- 2023: Laatste 64 (verloren van Aoife McCormack met 3–4)

## Resultaten op de World Matchplay

### PDC Women’s
- 2022: Runner-up (verloren van Fallon Sherrock met 3-6)
- 2023: Kwartfinale (verloren van Mikuru Suzuki met 2-4)